# Lucien Huteau
Lucien Paul Noël Huteau (* 26. Mai 1878 in Paris; † 16. Mai 1975 in Ercuis) war ein französischer Fußballspieler auf der Position des Torwarts.
Mit dem Team des Club Français Paris nahm er bei den Olympischen Sommerspielen 1900 am Fußballturnier teil. Das Team verlor mit einem 0:4 gegen den Upton Park FC, der das Vereinigte Königreich repräsentierte, konnte sich aber mit 6:2 gegen die Auswahl der Université libre de Bruxelles, die für Belgien antrat, durchsetzen und letztendlich die Silbermedaille gewinnen.